# متا گلدینگ
متا گلدینگ (انگلیسی: Meta Golding؛ زادهٔ ۲ نوامبر ۱۹۷۱) یک هنرپیشه اهل ایالات متحده آمریکا است.
از فیلم‌ها یا برنامه‌های تلویزیونی که وی در آن نقش داشته است می‌توان به عطش مبارزه: اشتعال، روزهای آرام در هالیوود و انسان‌های فردا اشاره کرد.